# Rdeča bodika
Rdeča bodika (tudi velika škarpena, znanstveno ime Scorpaena scrofa) je morska riba iz družine bodik. Živi tudi v Jadranskem morju. Zanjo je značilna rdeča do rdečerjava barva kože, ki je polna raznih kožnih izrastkov in bodic, tiste na hrbtu in na škržnem poklopcu pa imajo strupne žleze, ki pri vbodu povzročajo različno močne bolečine. Strup rdeče bodike deluje še dolgo po smrti ribe.
Rdeča bodika zraste preko 50 cm, težka pa je lahko preko pet kilogramov. Velik del zavzema velika glava z velikimi usti. 

## Razširjenost
Rdeča bodika živi na morskem dnu, tako na peščenem kot kamnitem, kjer se dobesedno zlije z okolico in v zasedi čaka na svoj plen. Prehranjuje se z različnimi morskimi živalmi in je izrazita roparica. Običajno se zadržuje na globinah med 20 in 30 metri, najdemo pa jo vse do globine 100 in več metrov.
Lovijo jo z mrežami vlečnicami, pa tudi na trnek, parangal, harpuno. Rdeča bodika je tudi priljubljena tarča podvodnih ribičev.
Njeno meso je izjemno okusno in čvrsto. Pripravljajo jo največ v brodetu, saj njeno meso pri kuhanju ne razpade. Večje primerke pripravljajo tudi pečene na žaru.